# Libanon i olympiska sommarspelen 2008
Libanon deltog i olympiska sommarspelen 2008 som ägde rum i Peking i Kina.

## Friidrott
- Huvudartikel: Friidrott vid olympiska sommarspelen 2008

Förkortningar
- Notera – Placeringar gäller endast den tävlandes eget heat
- Q = Kvalificerade sig till nästa omgång via placering
- q = Kvalificerade sig på tid eller, i fältgrenarna, på placering utan att ha nått kvalgränsen
- NR = Nationellt rekord
- N/A = Omgången inte möjlig i grenen
- Bye = Idrottaren behövde inte delta i omgången

Herrar
Bana och väg
| Idrottare           | Gren  | Heat     | Heat      | Kvartsfinal      | Kvartsfinal      | Semifinal        | Semifinal        | Final            | Final            |
| Idrottare           | Gren  | Resultat | Placering | Resultat         | Placering        | Resultat         | Placering        | Resultat         | Placering        |
| ------------------- | ----- | -------- | --------- | ---------------- | ---------------- | ---------------- | ---------------- | ---------------- | ---------------- |
| Mohamad Siraj Tamim | 200 m | 21.80    | 7         | Gick inte vidare | Gick inte vidare | Gick inte vidare | Gick inte vidare | Gick inte vidare | Gick inte vidare |

Damer
Bana och väg
| Idrottare        | Gren  | Heat     | Heat      | Kvartsfinal      | Kvartsfinal      | Semifinal        | Semifinal        | Final            | Final            |
| Idrottare        | Gren  | Resultat | Placering | Resultat         | Placering        | Resultat         | Placering        | Resultat         | Placering        |
| ---------------- | ----- | -------- | --------- | ---------------- | ---------------- | ---------------- | ---------------- | ---------------- | ---------------- |
| Gretta Taslakian | 200 m | 25.32    | 8         | Gick inte vidare | Gick inte vidare | Gick inte vidare | Gick inte vidare | Gick inte vidare | Gick inte vidare |

## Judo
Herrar
| Idrottare     | Gren               | Inledande omgång     | Sextondelsfinal           | Åttondelsfinal       | Kvartsfinal          | Semifinal            | Återkval 1                | Återkval 2                   | Återkval 3           | Final / BM           | Final / BM       |
| Idrottare     | Gren               | Motståndare Resultat | Motståndare Resultat      | Motståndare Resultat | Motståndare Resultat | Motståndare Resultat | Motståndare Resultat      | Motståndare Resultat         | Motståndare Resultat | Motståndare Resultat | Placering        |
| ------------- | ------------------ | -------------------- | ------------------------- | -------------------- | -------------------- | -------------------- | ------------------------- | ---------------------------- | -------------------- | -------------------- | ---------------- |
| Rudy Hachache | Tungvikt (+100 kg) | BYE                  | Brayson (CUB) L 0000–1101 | Gick inte vidare     | Gick inte vidare     | Gick inte vidare     | Zegarra (PER) W 0200–0100 | Schlittler (BRA) L 0000–1031 | Gick inte vidare     | Gick inte vidare     | Gick inte vidare |

## Simning
- Huvudartikel: Simning vid olympiska sommarspelen 2008

## Skytte
- Huvudartikel: Skytte vid olympiska sommarspelen 2008